# Austrelatus sararti
Austrelatus sararti (лат.) — вид жуков-плавунцов рода Austrelatus из подсемейства Copelatinae (Dytiscidae). Новая Гвинея. Видовое название A. sararti дано по месту обнаружения типовой серии (Sararti Village).

## Распространение
Встречается в Папуа — Новой Гвинее на острове Новая Гвинея (провинция Западная, Teluk Wondama Regency, Sararti Village, на высоте 100—200 м над уровнем моря).

## Описание
Мелкие жуки-плавунцы, длина 5,7 мм. Представителей можно отличить от близких видов по следующей комбинации признаков: голова, переднеспинка и надкрылья почти одноцветные коричнево-чёрные (надкрылья без желтовато-красной базальной полосы); срединная доля гениталий имеет левую долю дорсального склерита без вогнутости, покрыта мелкими спинулоподобными структурами. Антенны, другие головные придатки, а также передние и средние ноги красновато-коричневые, задние ноги темнее, особенно дистально. Брюшная сторона тёмно-коричневая. Надкрылья с 11+1 бороздками.